# Нил, Джон (художник)
Джон Ри Нил (англ. John Rea Neill; 1877—1943) — американский художник, книжный иллюстратор, более всего известный как автор иллюстраций к серии книг о стране Оз, а также автор трёх книг этой серии.

## Биография
Джон Нил родился в Филадельфии, штат Пенсильвания, в 1894 начал обучение в Central High School, где иллюстрировал школьную газету, но бросил школу после первого семестра, после чего стал штатным художником филадельфийской газеты Philadelphia North American, где рисовал комиксы, в частности иллюстрировал сериал «Судьба короны» по книге Л. Ф. Баума и другие рассказы для детей. Нил также иллюстрировал вторую книгу Баума о стране Оз — Чудесная Страна Оз, опубликованную в 1904, после чего стал постоянным иллюстратором книг этой серии — написанных как самим Баумом, так и его последователями. Первую книгу цикла — Удивительный волшебник из страны Оз — иллюстрировал У. Денслоу, с которым Баум впоследствии потерял контакт.
Нил продолжал иллюстрировать книги о стране Оз и после смерти Баума, когда сериал продолжила Рут Томпсон. А после того как Р. Томпсон прекратила продолжение сериала, Д. Нил решил сам продолжить цикл сказок о стране Оз, и написал в период 1940—1942 ещё три книги.
| Книги Д.Нила о стране Оз |                           |                         |      |              |                 |
| Номер (по канону Баума)  | Русское название          | Оригинальное название   | Год  | Иллюстратор  | Издатель        |
| 34                       | Дженни Джик в Стране Оз   | «The Wonder City of Oz» | 1940 | Джон Нил     | Reilly & Lee    |
|                          |                           |                         |      |              |                 |
| 35                       | Скаломобили в Стране Оз   | «The Scalawagons of Oz» | 1941 | Джон Нил     | Reilly & Lee    |
|                          |                           |                         |      |              |                 |
| 36                       | Везунчик Баки в Стране Оз | «Lucky Bucky in Oz»     | 1942 | Джон Нил     | Reilly & Lee    |
|                          |                           |                         |      |              |                 |
| —                        | Беглец в Стране Оз        | «The Runaway in Oz»     | 1995 | Эрик Шеноуэр | Books of Wonder |

Последнюю книгу — «Беглец в Стране Оз» — Д. Нил написал в 1943, она должна была стать 37-й в серии о стране Оз, считая с книг Л. Ф. Баума. Но Нил умер, не успев завершить иллюстрации к этой книге, и издательство Reilly & Lee, будучи стеснённым в средствах во время войны, решило её не издавать. Рукопись книги осталась в семье Нила и была издана лишь в 1995 с иллюстрациями и дополнениями Эрика Шеноуэра.
Помимо иллюстраций к книгам о стране Оз, Нил также иллюстрировал несколько десятков других книг, среди которых адаптированная Нилом книга Х. Баннерман «Маленький чёрный Самбо», изданная в 1899.